# Image14
『image14 quatorze』（イマージュ14・カトルズ）は、2014年1月29日にソニー・ミュージックジャパン インターナショナル（ソニー・クラシカル）から発売されたニューエイジ・ミュージックのコンピレーション・アルバム『image』シリーズの第14弾。規格品番：SICC-30150（通常盤）・SICC-30148/9（初回限定盤DVD付）。

## 内容
初回限定盤は『image』シリーズ初となるBlu-spec CD2」+DVDの2枚組にて発売。DVDにはlive image12の千秋楽公演アンコール「My Favorite Things 加古隆Fairwell Version」を約15分収録。加古のlive image卒業受けて加古本人にサプライズで行われた演奏の模様を収録している。

## 収録曲

### CD
1. 羽毛田丈史「とんび〜メインテーマ〜」
  - 作曲・編曲：羽毛田丈史
  - TBS系日曜劇場「とんび」より
2. 小松亮太「風の詩〜THE 世界遺産（version2013）」
  - 作曲・編曲：小松亮太
  - TBS系「THE 世界遺産」オープニング・テーマ
3. アモリ・ヴァッシーリ「ウィズ・ワン・ウィッシュ・ミーツ・葉加瀬太郎」
  - 作詞：アモリ・ヴァッシーリ/ダヴィデ・エスポジート
  - 作曲：葉加瀬太郎　編曲：鳥山雄司
  - 日医工CMソング
4. 神尾真由子・菅野祐悟「官兵衛紀行I」
  - 作曲・編曲：菅野祐悟
  - NHK大河ドラマ「軍師官兵衛」紀行テーマソング
5. V.A.「やさしい雨（番組BGM用インストゥルメンタル・バージョン）」
  - 作曲：小田和正
  - 編曲：和田貴史・兼松衆・大間々昂
  - TBS系「夢の扉+」テーマソング
6. 宮本笑里「SOLA」
  - 作曲：宮本笑里　編曲：TATOO
  - ヤマザキナビスコ「プレミアム」CMソング
7. イル・ディーヴォ「故郷」
  - 作詞：高野辰之　作曲：岡野貞一
8. 久石譲「NHKスペシャル深海 メインテーマ」
  - 作曲・編曲：久石譲
  - NHKスペシャル「深海の巨大生物」メインテーマ
9. 西村由紀江「終わらない旅」
  - 作曲・編曲：西村由紀江
  - テレビ東京系「美の巨人たち」エンディング・テーマ
10. 坂本龍一「八重の桜 メインテーマ」
  - 作曲・編曲：坂本龍一
  - NHK大河ドラマ「八重の桜」メインテーマ
11. スーザン・ボイル「夢やぶれて」
  - 作詞・作曲：シェーンベルグ・ブーブリル・クレツマー・ナテル
  - 編曲：スティーヴ・マック
  - 映画「鷹の爪 THE MOVIE3 ~http://鷹の爪.jpは永遠に~」主題歌
12. 葉加瀬太郎「Together We Walk」
  - 作曲：葉加瀬太郎　編曲：羽毛田丈史
  - 医療法人健育会60周年記念曲
13. 2CELLOS「CLOCKS featuring ラン・ラン」
  - 作詞・作曲：ガイ・ベリーマン,ジョナサン・バックランド,ウィリアム・チャンピヨン,クリストファー・マーティン
14. 元ちとせ「星めぐりの歌」
  - 作詞・作曲：宮沢賢治　編曲：間宮工
  - ソニー「4K対応ブラビア」CMソング
15. ゴンチチ「明日はがんばれるかもしれない w Strings Ver.」
  - 作曲：ゴンザレス三上・チチ松村
  - 編曲：ゴンザレス三上・チチ松村・菅谷昌弘
  - 映画「俺はまだ本気出してないだけ」より
16. NAOTO「Etude for Children No.2"Peace"」
  - 作曲・編曲：NAOTO
  - アクイラ「四國剣山天然水」CMソング
17. プロジェクトimage「未来へのプレーバック」
  - NHK「プロジェクトJAPAN」オープニングテーマ
18. 高嶋ちさ子「南フランスの街、エズ」
  - 作曲：高嶋ちさ子　編曲：鈴木豊乃
19. 古澤巌「涙の流れるままに」
  - 作曲：ヘンデル　編曲：平沼有梨
  - 木下工務店CMソング

### DVD
1. live image12  千秋楽公演アンコール「My Favorite Things」（加古隆 Farewell Version）